# Albéric Ruzette
Le baron Albert Emmanuel Henri Marie Ghislain Ruzette, né le 22 juillet 1866 à Saint-Josse-ten-Noode et mort le 25 mai 1929 à Bruges, est un homme politique belge membre du Parti catholique. Il a été député, sénateur et gouverneur de la Flandre occidentale. Il a également été ministre de l'Agriculture dans plusieurs gouvernements au cours de la période de l'Entre-deux-guerres.

## Biographie
Albéric Emmanuel Henri Ruzette, né le 22 juillet 1866 à Saint-Josse-ten-Noode, est le fils de Léon Ruzette, gouverneur de Flandre occidentale, et de Félicie d'Anethan. Il est le petit-neveu de Jules d'Anethan, homme d'État belge. Il épouse le 26 avril 1892 à Koolkerke Berthe Van Caloen de Basseghem qui lui donne onze enfants.
Il fait des études universitaires et obtient le diplôme de docteur en droit en 1890 à l'Université catholique de Louvain. Il s'inscrit au barreau de Bruges comme avocat.
De 1892 à 1902, il est conseiller provincial et gouverneur de la Flandre-Occidentale de 1907 à 1912. De 1902 à 1907 ainsi que de 1912 à 1913, il est député de Bruges à la Chambre des représentants.
Il est sénateur de l'arrondissement de Bruges en suppléance de Léon Van Ockerhout de 1919 à 1929 et en devient vice-président. 
De 1918 à 1921, il est ministre de l'Agriculture dans les gouvernements Delacroix I et Delacroix II ainsi que ministre de l'Agriculture et des Travaux publics de 1921 à 1925 dans les gouvernements Carton de Wiart, Theunis I et Vande Vyvere. À son poste de ministre de l'Agriculture, il s'attache à la restauration des terres dévastées par la Première Guerre mondiale et l'amélioration de l'enseignement agricole.
À la suite de son décès d'une rupture d'anévrisme le 25 mai 1929 à Bruges, il est inhumé au cimetière Sainte-Croix de Bruges.

## Distinctions
- Grand officier de l'ordre de Léopold en 1929 (Belgique).

- Commandeur de l'ordre du Lion néerlandais en 1938.